# محاصره لیسبون
محاصرهٔ لیسبون از ۱ ژوئیه تا ۲۵ اکتبر ۱۱۴۷ به حملهٔ نظامی پرتغالی‌ها برای به کنترل درآوردن شهر می‌گویند. درنهایت، پرتغالی توانستند شهر را تسخیر و حاکمان مورو را از آنجا بیرون کنند. محاصرهٔ لیسبون یکی از اندک پیروزی‌های جنگ صلیبی محسوب می‌شود. (بنا به گفتهٔ هلموند، تاریخ‌نگار هم‌دوران جنگ‌های صلیبی: این «تنها موفقیت عملیات جهانی‌ای محسوب می‌شد، که سپاه زائران برعهده گرفته بود.» در جنگ دوم صلیبی)، اگرچه دیگران پرسیده‌اند آیا این نبرد براستی جزوی از جنگ صلیبی بوده‌است یا خیر. این نبرد به عنوان نبردی محوری در جریان بازپس‌گیری اندلس به‌شمار می‌رود.